# Woodland (condado de Washington)
Woodland es un lugar designado por el censo ubicado en el condado de Washington en el estado estadounidense de Maine. En el Censo de 2010 tenía una población de 952 habitantes y una densidad poblacional de 258,12 personas por km².

## Geografía
Woodland se encuentra ubicado en las coordenadas 45°9′34″N 67°24′42″O / 45.15944, -67.41167. Según la Oficina del Censo de los Estados Unidos, Woodland tiene una superficie total de 3.69 km², de la cual 3.06 km² corresponden a tierra firme y (16.92%) 0.62 km² es agua.

## Demografía
Según el censo de 2010, había 952 personas residiendo en Woodland. La densidad de población era de 258,12 hab./km². De los 952 habitantes, Woodland estaba compuesto por el 95.59% blancos, el 0.42% eran afroamericanos, el 0.63% eran amerindios, el 1.05% eran asiáticos, el 0% eran isleños del Pacífico, el 0.11% eran de otras razas y el 2.21% pertenecían a dos o más razas. Del total de la población el 0.42% eran hispanos o latinos de cualquier raza.